# Canton des Forêts de Gascogne
Le canton des Forêts de Gascogne est une circonscription électorale française du département de Lot-et-Garonne.

## Histoire
Un nouveau découpage territorial de Lot-et-Garonne entre en vigueur à l'occasion des élections départementales de 2015. Il est défini par le décret du 26 février 2014, en application des lois du 17 mai 2013 (loi organique 2013-402 et loi 2013-403). Les conseillers départementaux sont, à compter de ces élections, élus au scrutin majoritaire binominal mixte. Les électeurs de chaque canton élisent au Conseil départemental, nouvelle appellation du Conseil général, deux membres de sexe différent, qui se présentent en binôme de candidats. Les conseillers départementaux sont élus pour 6 ans au scrutin binominal majoritaire à deux tours, l'accès au second tour nécessitant 12,5 % des inscrits au 1er tour. En outre la totalité des conseillers départementaux est renouvelée. Ce nouveau mode de scrutin nécessite un redécoupage des cantons dont le nombre est divisé par deux avec arrondi à l'unité impaire supérieure si ce nombre n'est pas entier impair, assorti de conditions de seuils minimaux. En Lot-et-Garonne, le nombre de cantons passe ainsi de 40 à 21.
Le canton des Forêts de Gascogne est formé de communes des anciens cantons de Houeillès (7 communes), de Bouglon (10 communes), de Casteljaloux (7 communes), du Mas-d'Agenais (6 communes) et de Damazan (2 communes). Avec ce redécoupage administratif, le territoire du canton s'affranchit des limites d'arrondissements, avec 16 communes incluses dans l'arrondissement de Nérac et 16 dans celui de Marmande. Le bureau centralisateur est situé à Casteljaloux.

## Représentation
| Période élective | Période élective | Mandat | Mandat   | Identité            | Nuance | Nuance | Qualité |
| ---------------- | ---------------- | ------ | -------- | ------------------- | ------ | ------ | --- |
| 2015             | 2021             | 2015   | 2021     | Raymond Girardi     |        | PCF    | Agriculteur Maire d'Argenton depuis 2001 6e Vice-Président du Conseil départemental Ancien conseiller général du Canton de Bouglon (1998-2015) |
| 2015             | 2021             | 2015   | 2021     | Hélène Laulan-Vidal |        | FG     | Infirmière, conseillère municipale de Casteljaloux 2014-2020                                                                                   |
| 2021             | 2028             | 2021   | en cours | Julie Castillo      |        | DVD    | Maire de Casteljaloux depuis 2017, membre du LMR                                                                                               |
| 2021             | 2028             | 2021   | en cours | Aymeric Dupuy       |        | DVD    | Professeur des écoles Maire de Grézet-Cavagnan                                                                                                 |

### Résultats détaillés

#### Élections de mars 2015
À l'issue du 1er tour des élections départementales de 2015, trois binômes sont en ballottage : Raymond Girardi et Hélène Laulan (FG, 38,22 %), Jean-Baptiste Boldini et Monique Combes (DVD, 34,45 %), Danièle Chatelet et Daniel Tessier (FN, 22,02 %), et François Gibert et Karine Laforge (EXG-EELV, 5,32%). Le taux de participation est de 61,75 % (7 368 votants sur 11 932 inscrits) contre 57,81 % au niveau départemental et 50,17 % au niveau national.
Au second tour, Raymond Girardi et Hélène Laulan-Vidal (FG) sont élus avec 42,2 % des suffrages exprimés et un taux de participation de 65,17 % (3 165 voix pour 7 773 votants et 11 928 inscrits).

#### Élections de juin 2021
Le premier tour des élections départementales de 2021 est marqué par un très faible taux de participation (33,26 % au niveau national). Dans le canton des Forêts de Gascogne, ce taux de participation est de 47,42 % (5 785 votants sur 12 200 inscrits) contre 39,29 % au niveau départemental. À l'issue de ce premier tour, deux binômes sont en ballottage : Julie Castillo et Aymeric Dupuy (Union au centre et à droite, 48,96 %) et Raymond Girardi et Hélène Vidal (PS, 36,16 %).
Le second tour des élections est marqué une nouvelle fois par une abstention massive équivalente au premier tour. Les taux de participation sont de 34,36 % au niveau national, 41,08 % dans le département et 51,08 % dans le canton des Forêts de Gascogne. Julie Castillo et Aymeric Dupuy (Union au centre et à droite) sont élus avec 59,36 % des suffrages exprimés (3 475 voix pour 6 233 votants et 12 202 inscrits),,.

## Composition
Le canton des Forêts de Gascogne comprend trente-deux communes entières.
| Nom                                  | Code Insee | Intercommunalité                     | Superficie (km2) | Population (dernière pop. légale) | Densité (hab./km2) | Modifier                                    |
| ------------------------------------ | ---------- | ------------------------------------ | ---------------- | --------------------------------- | ------------------ | ------------------------------------------- |
| Casteljaloux (bureau centralisateur) | 47052      | CC des Coteaux et Landes de Gascogne | 30,59            | 4 639 (2022)                      | 152                | modifier les données · modifier les données |
| Allons                               | 47007      | CC des Coteaux et Landes de Gascogne | 76,33            | 167 (2022)                        | 2,2                | modifier les données · modifier les données |
| Antagnac                             | 47010      | CC des Coteaux et Landes de Gascogne | 9,31             | 222 (2022)                        | 24                 | modifier les données · modifier les données |
| Anzex                                | 47012      | CC des Coteaux et Landes de Gascogne | 23,24            | 325 (2022)                        | 14                 | modifier les données · modifier les données |
| Argenton                             | 47013      | CC des Coteaux et Landes de Gascogne | 12,14            | 316 (2022)                        | 26                 | modifier les données · modifier les données |
| Beauziac                             | 47026      | CC des Coteaux et Landes de Gascogne | 15,34            | 236 (2022)                        | 15                 | modifier les données · modifier les données |
| Bouglon                              | 47034      | CC des Coteaux et Landes de Gascogne | 13,92            | 651 (2022)                        | 47                 | modifier les données · modifier les données |
| Boussès                              | 47039      | CC des Coteaux et Landes de Gascogne | 47,14            | 41 (2022)                         | 0,87               | modifier les données · modifier les données |
| Calonges                             | 47046      | CA Val de Garonne Agglomération      | 15,99            | 589 (2022)                        | 37                 | modifier les données · modifier les données |
| Caubeyres                            | 47058      | CC des Coteaux et Landes de Gascogne | 14,39            | 273 (2022)                        | 19                 | modifier les données · modifier les données |
| Durance                              | 47085      | CC des Coteaux et Landes de Gascogne | 38,60            | 268 (2022)                        | 6,9                | modifier les données · modifier les données |
| Fargues-sur-Ourbise                  | 47093      | CC des Coteaux et Landes de Gascogne | 44,16            | 341 (2022)                        | 7,7                | modifier les données · modifier les données |
| Grézet-Cavagnan                      | 47114      | CC des Coteaux et Landes de Gascogne | 12,55            | 403 (2022)                        | 32                 | modifier les données · modifier les données |
| Guérin                               | 47115      | CC des Coteaux et Landes de Gascogne | 10,43            | 247 (2022)                        | 24                 | modifier les données · modifier les données |
| Houeillès                            | 47119      | CC des Coteaux et Landes de Gascogne | 67,63            | 550 (2022)                        | 8,1                | modifier les données · modifier les données |
| Labastide-Castel-Amouroux            | 47121      | CC des Coteaux et Landes de Gascogne | 11,95            | 317 (2022)                        | 27                 | modifier les données · modifier les données |
| Lagruère                             | 47130      | CA Val de Garonne Agglomération      | 9,86             | 343 (2022)                        | 35                 | modifier les données · modifier les données |
| Leyritz-Moncassin                    | 47148      | CC des Coteaux et Landes de Gascogne | 20,24            | 206 (2022)                        | 10                 | modifier les données · modifier les données |
| Le Mas-d'Agenais                     | 47159      | CA Val de Garonne Agglomération      | 21,18            | 1 486 (2022)                      | 70                 | modifier les données · modifier les données |
| Pindères                             | 47205      | CC des Coteaux et Landes de Gascogne | 40,76            | 190 (2022)                        | 4,7                | modifier les données · modifier les données |
| Pompogne                             | 47208      | CC des Coteaux et Landes de Gascogne | 35,96            | 195 (2022)                        | 5,4                | modifier les données · modifier les données |
| Poussignac                           | 47212      | CC des Coteaux et Landes de Gascogne | 13,02            | 307 (2022)                        | 24                 | modifier les données · modifier les données |
| La Réunion                           | 47222      | CC des Coteaux et Landes de Gascogne | 28,06            | 515 (2022)                        | 18                 | modifier les données · modifier les données |
| Romestaing                           | 47224      | CC des Coteaux et Landes de Gascogne | 15,46            | 158 (2022)                        | 10                 | modifier les données · modifier les données |
| Ruffiac                              | 47227      | CC des Coteaux et Landes de Gascogne | 12,84            | 180 (2022)                        | 14                 | modifier les données · modifier les données |
| Saint-Martin-Curton                  | 47254      | CC des Coteaux et Landes de Gascogne | 41,48            | 305 (2022)                        | 7,4                | modifier les données · modifier les données |
| Sainte-Gemme-Martaillac              | 47244      | CC des Coteaux et Landes de Gascogne | 14,00            | 383 (2022)                        | 27                 | modifier les données · modifier les données |
| Sainte-Marthe                        | 47253      | CC des Coteaux et Landes de Gascogne | 9,65             | 657 (2022)                        | 68                 | modifier les données · modifier les données |
| Sauméjan                             | 47286      | CC des Coteaux et Landes de Gascogne | 19,50            | 87 (2022)                         | 4,5                | modifier les données · modifier les données |
| Sénestis                             | 47298      | CA Val de Garonne Agglomération      | 11,31            | 199 (2022)                        | 18                 | modifier les données · modifier les données |
| Villefranche-du-Queyran              | 47320      | CC des Coteaux et Landes de Gascogne | 16,55            | 411 (2022)                        | 25                 | modifier les données · modifier les données |
| Villeton                             | 47325      | CA Val de Garonne Agglomération      | 10,24            | 474 (2022)                        | 46                 | modifier les données · modifier les données |
| Canton des Forêts de Gascogne        | 4708       |                                      | 763,82           | 15 681 (2022)                     | 21                 | modifier les données                        |

## Démographie
En 2022, le canton comptait 15 681 habitants, en évolution de +0,27 % par rapport à 2016 (Lot-et-Garonne : −0,18 %, France hors Mayotte : +2,11 %).
| 2013   | 2018   | 2022   |
| ------ | ------ | ------ |
| 15 597 | 15 529 | 15 681 |